# Elli+katz+nory
elli+katz+nory（エリカツノリィ）は、エリ、勝誠二、クスタァ・ノリィによる3人組ウクレレユニット。

## メンバー
- elli：エリ
- katz：勝誠二（かつ せいじ、1961年3月5日 - ）
- nory：クスタァ・ノリィ